# Alyssum wulfenianum
Alyssum wulfenianum là một loài thực vật có hoa trong họ Cải. Loài này được Benth. ex Willd. mô tả khoa học đầu tiên năm 1814.